# Winfried Hassemer
Winfried Hassemer (* 17. Februar 1940 in Gau-Algesheim; † 9. Januar 2014 in Frankfurt am Main) war ein deutscher Strafrechtswissenschaftler und Vizepräsident des Bundesverfassungsgerichts.

## Familie
Winfried Hassemers Vater war 1933 knapp drei Wochen lang im KZ Osthofen interniert und ein Jura-Studium wurde ihm in der NS-Zeit verwehrt. Hassemer gab dies als einen der Gründe an, warum er und seine beiden Brüder Volker Hassemer und Raimund Hassemer sich für das Studienfach Rechtswissenschaften entschieden.
Hassemer war verheiratet mit Kristiane Weber-Hassemer, Vorsitzende Richterin eines Strafsenates am Oberlandesgericht Frankfurt am Main und Mitglied des Deutschen Ethikrates, dessen Vorsitzende sie von 2005 bis 2008 war. Der Rechtswissenschaftler und Verfassungsrichter Michael Hassemer ist sein Sohn.

## Leben
Nach seinem Abitur am Stefan-George-Gymnasium in Bingen studierte Hassemer Rechtswissenschaft an der Ruprecht-Karls-Universität Heidelberg, der Universität Genf und der Universität des Saarlandes. Er war Stipendiat der Bischöflichen Studienförderung Cusanuswerk und Sprecher der Katholischen Studentengemeinde in Heidelberg.
Nach dem 1. Staatsexamen war er zunächst von 1964 bis 1969 Wissenschaftlicher Assistent von Arthur Kaufmann am Institut für Rechts- und Sozialphilosophie der Universität des Saarlandes. 1967 wurde er in Saarbrücken mit einer Arbeit über Tatbestand und Typus: Untersuchungen zur strafrechtlichen Hermeneutik zum Doktor der Rechte promoviert. Nach Ableistung des juristischen Vorbereitungsdienstes legte Hassemer 1970 das 2. Staatsexamen ab. 1972 folgte seine Habilitation mit einer Arbeit über Theorie und Soziologie des Verbrechens: Ansätze zu einer praxisorientierten Rechtsgutslehre.
Im Jahr 1973 erhielt er einen Ruf auf eine Professur für Rechtstheorie, Rechtssoziologie, Strafrecht und Strafverfahrensrecht an der Johann Wolfgang Goethe-Universität Frankfurt am Main. Von 1991 bis 1996 war Hassemer zudem in der Nachfolge von Spiros Simitis der Landesbeauftragte für den Datenschutz des Landes Hessen.
Im Mai 1996 wurde er zum Richter des Bundesverfassungsgerichts berufen, dessen zweitem Senat er angehörte. Von April 2002 bis zu seiner Pensionierung im Mai 2008 war Hassemer Vorsitzender des zweiten Senats und Vizepräsident des Bundesverfassungsgerichts.
Seit 2. Oktober 2008 war Winfried Hassemer als Rechtsanwalt zugelassen und in einer Strafverteidiger-Sozietät in Frankfurt am Main tätig. Für die Schufa war er als Ombudsmann, für die Daimler AG im Compliance-Programm tätig.
Winfried Hassemer starb am 9. Januar 2014 nach langer Krankheit in Frankfurt am Main.

## Verfassungsrichter
Hassemer wurde auf Vorschlag der SPD vom Bundesrat als Nachfolger von Ernst-Wolfgang Böckenförde in den Zweiten Senat des Bundesverfassungsgerichts gewählt und gehörte dem Gericht vom 3. Mai 1996 bis zum 7. Mai 2008 an, seit dem 10. April 2002 als Vorsitzender des Zweiten Senats und Vizepräsident des Bundesverfassungsgerichts (im Februar 2008 hatte er die Altersgrenze von 68 Jahren erreicht, blieb aber bis zur Ernennung seines Nachfolgers Andreas Voßkuhle am 7. Mai 2008 im Amt). Hassemer war der erste Strafrechtsprofessor in der Geschichte des Bundesverfassungsgerichts, der zum Verfassungsrichter gewählt wurde. Sein Dezernat im Gericht umfasste das Straf- und Strafprozessrecht, zeitweise auch das Staatskirchenrecht. Er wirkte maßgeblich an dem Urteil zu Wohnungsdurchsuchungen in Fällen von Gefahr im Verzug und der Entscheidung zur satellitengestützten Überwachung von mutmaßlichen Straftätern mittels GPS mit. 2003 verkündete er den Beschluss zur Einstellung des NPD-Verbotsverfahrens. 2005 führte er den Vorsitz in der Verhandlung über die Bundestagsauflösung 2005 und die vorgezogene Neuwahl des Bundestags. Seine letzte Amtshandlung vor dem Ausscheiden aus dem Gericht war die Verkündung des Urteils zum Einsatz von Awacs-Flugzeugen während des Irakkrieges 2003. Sein einziges Sondervotum gab Hassemer im Jahr 2008 beim Urteil zum Inzestverbot ab, weil er die Strafbarkeit des Geschwisterinzests für verfassungswidrig hielt.

## Wirken
Hassemers zentrale Themen wurden schon in seiner Habilitationsschrift von 1972 deutlich, die in „die lebendigste Zeit der damals neuen, undogmatischen, herrschafts- und gesellschaftskritischen Kriminologie“ fiel. Insbesondere stellte er die Bedeutung von Erkenntnissen der Sozialwissenschaften für die Strafrechtswissenschaften zur Diskussion und vertrat entschieden den Grundsatz des in dubio pro libertate, der die allgemeine Handlungsfreiheit zur Grundnorm des Verhältnisses von Bürger und Staat macht. Demnach darf der Gesetzgeber die Bürger mit dem Strafrecht nur zu einem Handeln oder Unterlassen verpflichten, wenn damit ein anerkanntes Rechtsgut geschützt wird und zugleich, wenn das Rechtsgut nicht mit anderen, milderen Mitteln gleich gut geschützt werden kann. Er ging jedoch noch einen Schritt weiter als die etablierte Form der Handlungsfreiheit und wollte zusätzlich berücksichtigt wissen, dass das Strafrecht selbst dann noch zurückzutreten hätte, wenn der Schutz des Rechtsgutes anderweitig einen Schaden verursacht, der unverhältnismäßig hoch ist im Vergleich zum Schaden am geschützten Gut. Hassemer vertrat diese Position im Kontext des Schwangerschaftsabbruchs, andere Felder für diesen Grundsatz könnten die Drogen-Gesetze sein oder „die fatale Neigung der Gesetzgeber, alle möglichen politischen Ziele und Interessen zu ‚Rechtsgütern‘ zu erklären, um sie sodann […] strafrechtlich ‚schützen‘ zu lassen.“
Dabei erkannte Hassemer die Rolle des Staates als Friedensstifter und Garant von Rechtssicherheit stets an, soziale Kontrolle war für ihn unverzichtbar; informelle soziale Kontrolle aber sei unkontrollierbar und führe leicht zu Machtmissbrauch.
Als Datenschutzbeauftragter und als Verfassungsrichter setzte er sich für die Informationelle Selbstbestimmung der Bevölkerung ein und mahnte eine kritische Haltung gegenüber der gesteigerten Datenverarbeitung der modernen Gesellschaft, auch des Staates an.

„Es steht wirklich nicht gut um den Datenschutz heute. [...] Der Datenschutz hat eine glorreiche Vergangenheit, eine bedrohte Gegenwart und eine offene Zukunft“

Für Aufsehen und viel Kritik sorgte Hassemer 2009 mit der Forderung, bei Ehrenmorden den sozialen Kontext der Täter mildernd zu berücksichtigen.
Hassemers Positionen als Datenschutzbeauftragter spiegelten sich auch in seinen öffentlichen Äußerungen und seinen Entscheidungen als Richter wider, er war ein Kritiker der politischen Verwertung von irrationalen Sicherheitsbedürfnissen der Öffentlichkeit:

„Sicherheitsbedürfnisse sind strukturell unstillbar. Es ist gegen das Argument ‚Morgen kann vielleicht etwas passieren‘ kein Kraut gewachsen. Aber es muss ein Kraut dagegen gewachsen sein, wir können uns nicht immer weiter treiben lassen durch ein mögliches Bedrohungsszenario, können uns nicht leisten, alles abzuschneiden an den Grundrechten, was noch abgeschnitten werden kann. Ich habe immerhin den Eindruck, dass ein neues Bewusstsein für Datenschutz und Privatheit kommt.“

## Ehrungen und Auszeichnungen
- Ehrendoktorwürde der Aristoteles-Universität Thessaloniki (1998)
- Ehrendoktorwürde der Universidade Federal do Rio de Janeiro (2001)
- Protagonista della Cultura Giuridica Europea der Universität Florenz (2001)
- Ehrendoktorwürde der Universität Lusíada (2004)
- Ehrendoktorwürde der Universität Pablo de Olavide, Sevilla (2005)
- Ernennung zum Honorarprofessor der Chinesischen Volksuniversität in Peking (2005)
- Wilhelm-Leuschner-Medaille des Landes Hessen (2008)
- Großes Verdienstkreuz mit Stern und Schulterband des Verdienstordens der Bundesrepublik Deutschland (2008)

## Schriften (Auswahl)
- Einführung in die Grundlagen des Strafrechts. 2., à jour gebrachte Auflage. C. H. Beck. München. 1990. ISBN 3-406-34485-2
- Warum Strafe sein muss: Ein Plädoyer. Ullstein. Berlin. 2009. ISBN 978-3-550-08764-6
- Erscheinungsformen des modernen Rechts. Klostermann. Frankfurt am Main. 2007. ISBN 978-3-465-04042-2
- Zusammen mit Arthur Kaufmann, Ulfrid Neumann als Herausgeber: Einführung in Rechtsphilosophie und Rechtstheorie der Gegenwart. 8. Auflage. C. F. Müller. Heidelberg. 2011. ISBN 978-3-8114-9690-3